# Pawilon Goethego w Głogowie
Pawilon Goethego – neoklasycystyczny pawilon ogrodowy w Parku Leśnym w Głogowie.

## Historia

### Budowa
Pawilon został zbudowany w 1910 roku na terenie miejskiego parku, który zrealizowano na miejscu rozebranych umocnień zniszczonej w początkach XX wieku twierdzy. Budowla została zaprojektowana przez miejskiego architekta Głogowa Wilhelma Wagnera. Swoją formą nawiązuje do starogreckiej świątyni stojącej w świętym gaju. Ma kształt rotundy nakrytej kopułą. Dodatkową ozdobą są dwie doryckie kolumny umieszczone od frontu. We wnętrzu stało popiersie J.W. Goethego autorstwa rzeźbiarza Raucha. Podczas działań wojennych pawilon został uszkodzony, a oryginalne popiersie zaginęło.

### Renowacja
Pawilon został odremontowany w 1995 roku. We wnętrzu stanęła podobizna Goethego autorstwa Romana Mordasa. W 2006 roku dokonano powtórnej restauracji pawilonu, polegającej między innymi na pokryciu kopuły miedzianą blachą. Wskutek działalności wandali poszycie dachu zostało jednak rozebrane. 

## Galeria

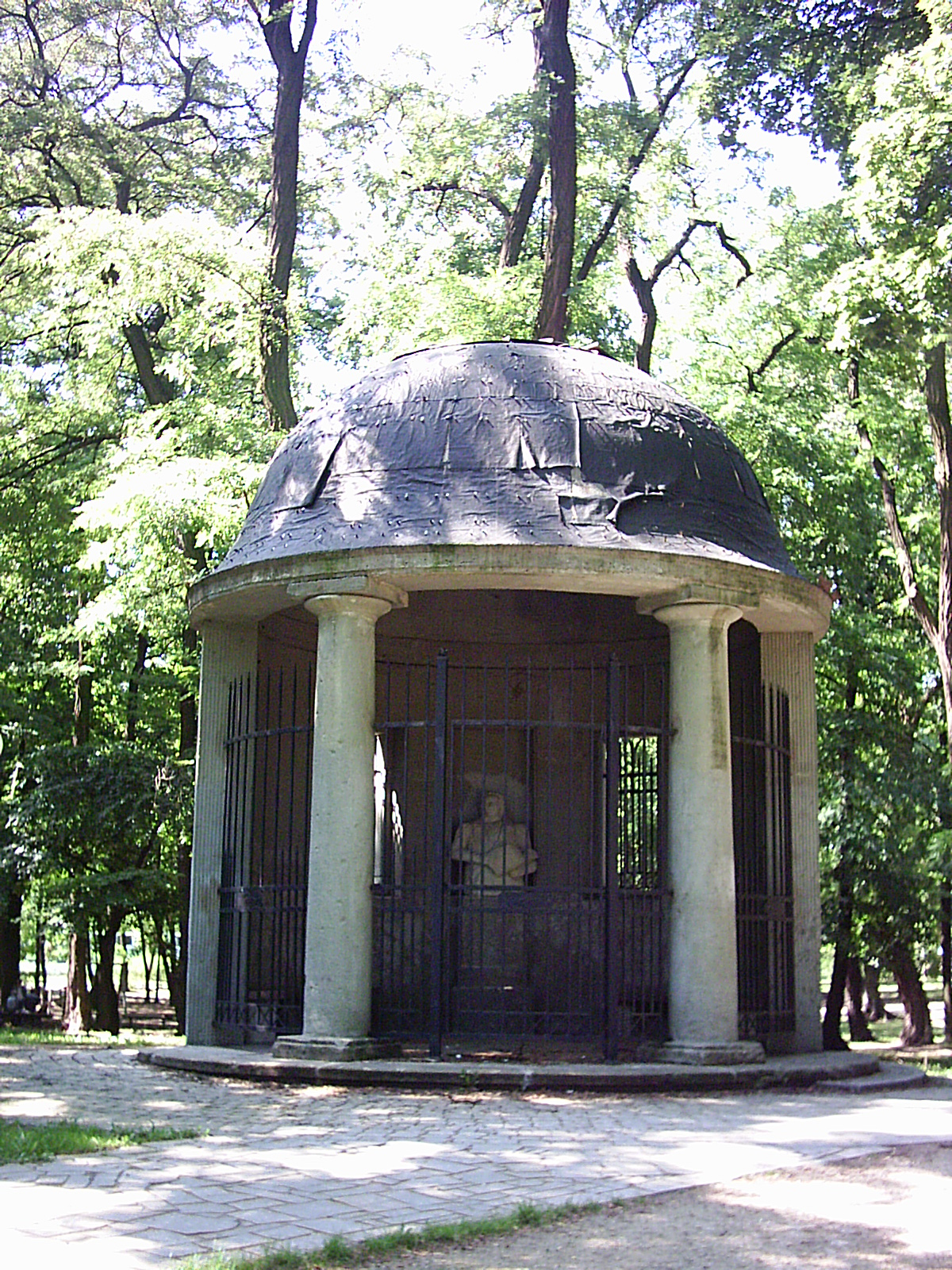
Pawilon Goethego (widok od frontu)
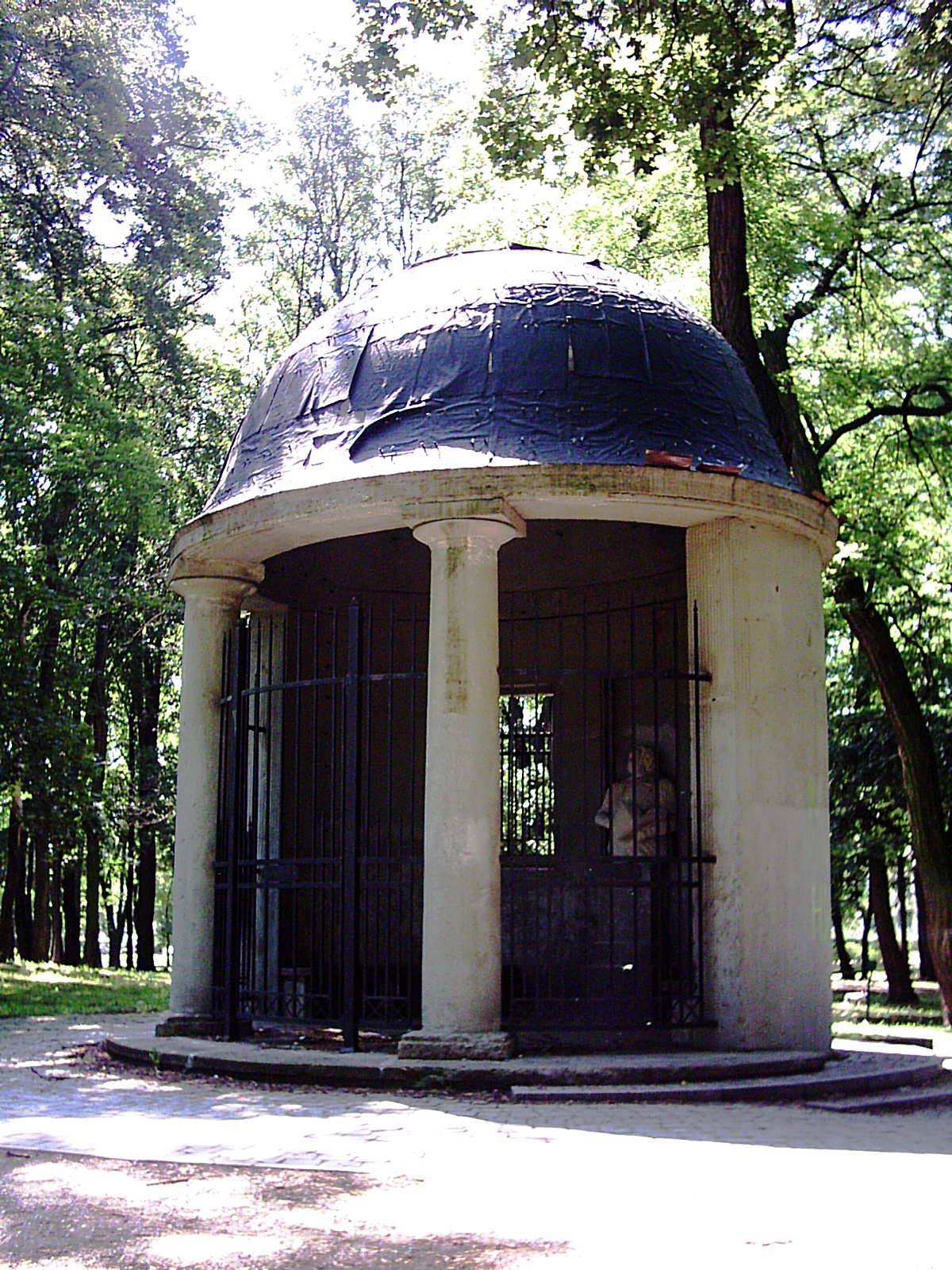
Pawilon Goethego
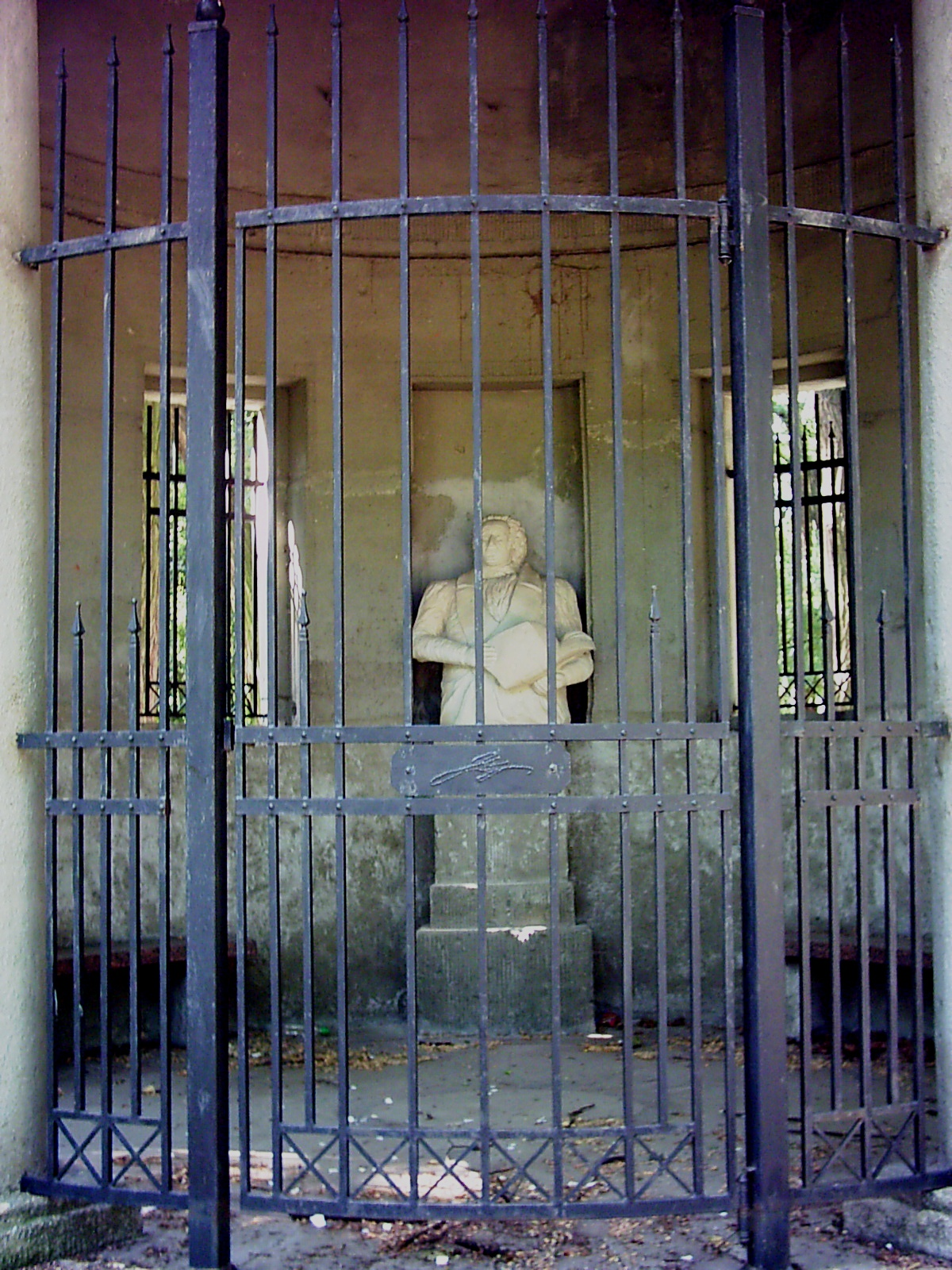
Popiersie Goethego wewnątrz pawilonu
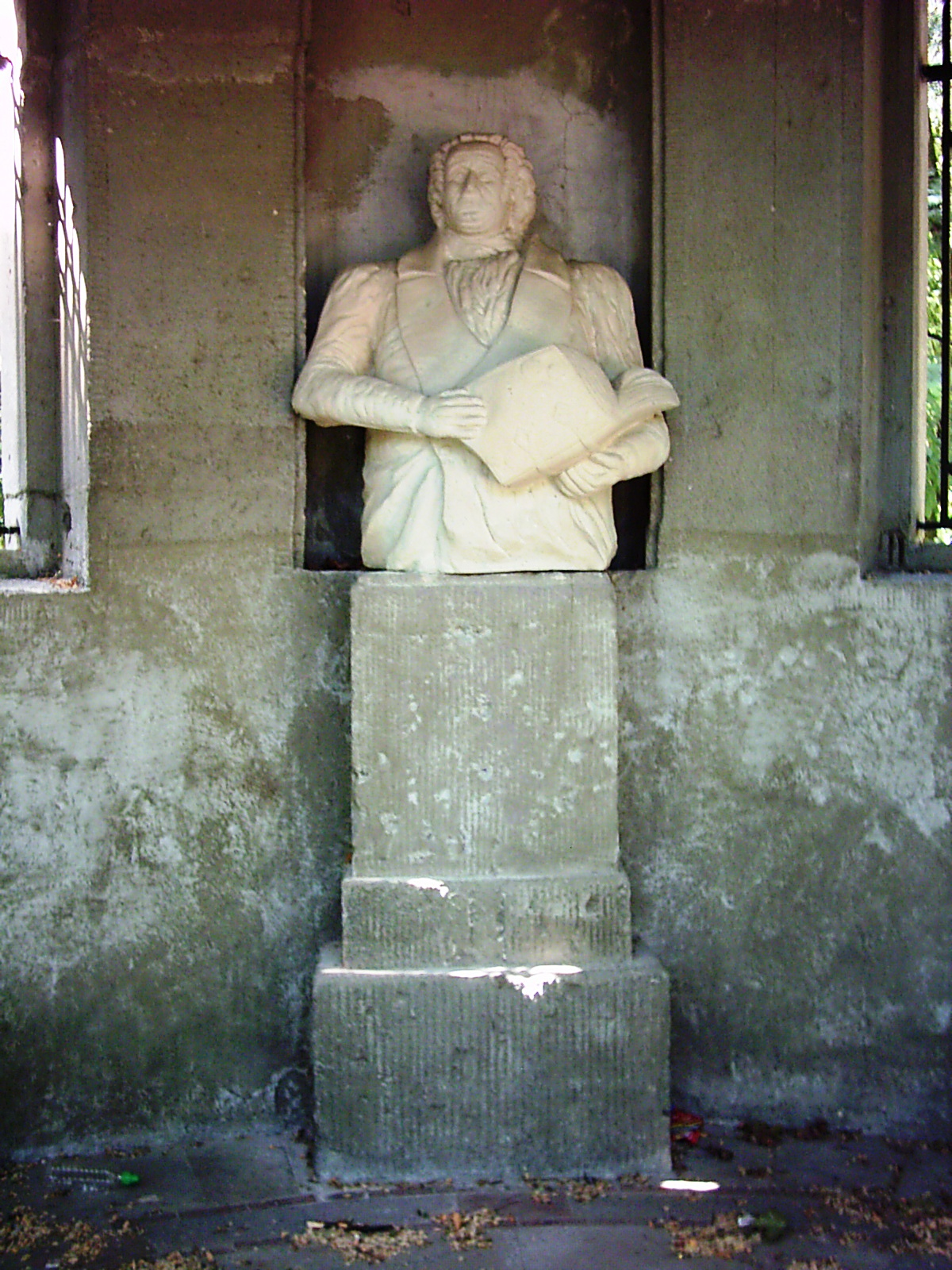
Popiersie Goethego